# Timur Jur'evič Kibirov
Timur Kibirov, (pseudonimo di Timur Jur'evič Zapoev) (Šepetivka, 15 febbraio 1955), è un poeta russo.
Timur Jur'evič Zapoev, nato in Ucraina da una famiglia originaria dell'Ossezia del Nord, ha preso lo pseudonimo Kibirov in onore di un suo antenato per parte materna, il colonnello dell'esercito zarista Georgij Kibirov, che godette di grande prestigio presso i cosacchi. Dal 1980 ha cominciato ad essere conosciuto in Russia come poeta underground, anche se le sue opere, che ritraggono in modo ironico le assurdità della vita sovietica, la sua cattiveria e la sua insopportabile routine, non sono state pubblicate fino al 1988. La sua poesia è vicina stilisticamente al movimento artistico della soz-art e rientra nella corrente concettualista del postmodernismo russo. Vive a Mosca dove collabora con la rete televisiva Kul'tura. È membro del PEN Club russo dal 1995.

## Principali raccolte poetiche
- Stichi o ljubvi (Moskva 1993)
- Parafrazis (Sankt Peterburg 1997)
- Ulica Ostrovitjanova (Moskva 1999).
- Jubilej liričeskogo geroja (Moskva 2000).
- Kto kuda - a ja v Rossiju... (Moskva 2001).
- Stichi (Moskva, 2005)
- Kara-Baras (Moskva 2006)
- Na poljach "A Shropshire lad" (Moskva 2007)
- Tri poemy (Moskva, 2008)

In italiano:
- Latrine. Con testo a fronte (Le Lettere, Firenze 2008)
- Poeti russi oggi (Libri Scheiwiller 2008).

## Premi
- Premio della rivista "Znamja", 1994.
- Premio della rivista "Arion", 1996.
- Premio Anti-Booker "La sconosciuta", 1997.
- Premio Joseph Brodsky Memorial Fellowship Fund, 2000.
- Premio Bunin, 2007.
- Premio Nazionale russo "Poet", 2008.